# Ornithopus sativus
La serradella (Ornithopus sativus) és una espècie de planta amb flors del gènere Ornithopus dins la família de les fabàcies (Fabaceae). Són plantes natives de la zona que va de la Macaronèsia fins al sud de França i el nord-oest d'Àfrica.
Es conrea com a farratge especialment en terrenys àcids i pobres. L'espècie presenta fulles imparipinnades, flors petites de color rosat reunides en glomèruls, i fruits en llegum.